# Lucas de Groot

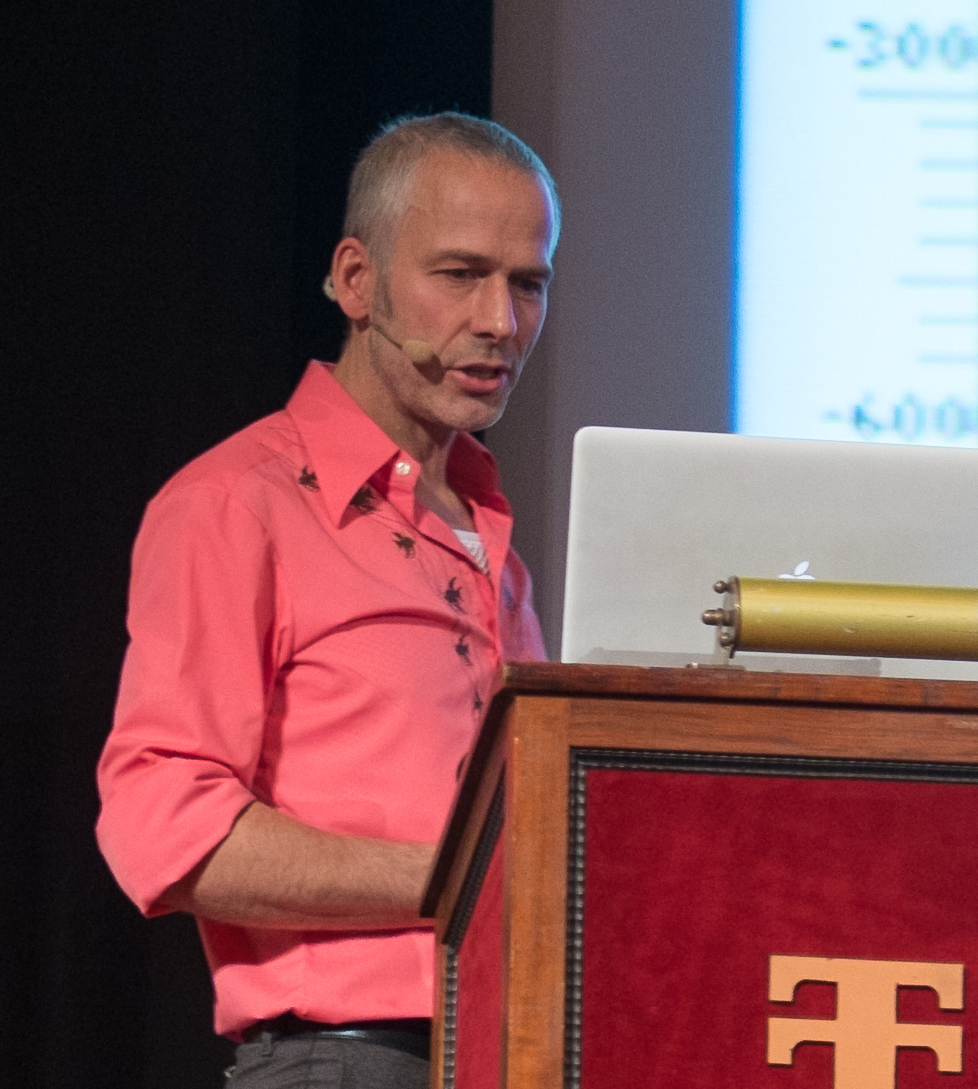
De Groot, 2013

Luc(as) Adrianus Wilhelmus de Groot (* 21. Juni 1963 in Noordwijkerhout, Niederlande) ist ein niederländischer Schriftentwerfer und Typograf. Er gestaltete u. a. die Hausschriften des Nachrichtenmagazins Der Spiegel, des Senderverbundes ARD, des Automobilherstellers Audi, des Computerherstellers Sun Microsystems, der SPD, der deutschen Tageszeitung taz und der deutschen Wochenzeitung Jungle World. Er ist zudem Gründer von LucasFonts.

## Leben
Lucas de Groot wollte ursprünglich Maler werden, doch seine Arbeiten waren schon in seiner Schulzeit in Noordwijkerhout grafischer Natur. Vorwiegend grafischer Natur war auch seine Mitarbeit als Redaktionsmitglied einer Schülerzeitung. Von 1982 bis 1987 studierte er bei Gerrit Noordzij an der Königlichen Akademie der Bildenden Künste in Den Haag, die für ihre Schriften bekannt ist. De Groots Schwerpunkte während des Studiums waren Schriftgestaltung, Fotografie und Illustration. Einen Prototyp seiner später perfektionierten Schrift Thesis, damals noch Paranthesis genannt, verwendete er mit anderen selbst entworfenen Schriften in seiner Abschlussarbeit.

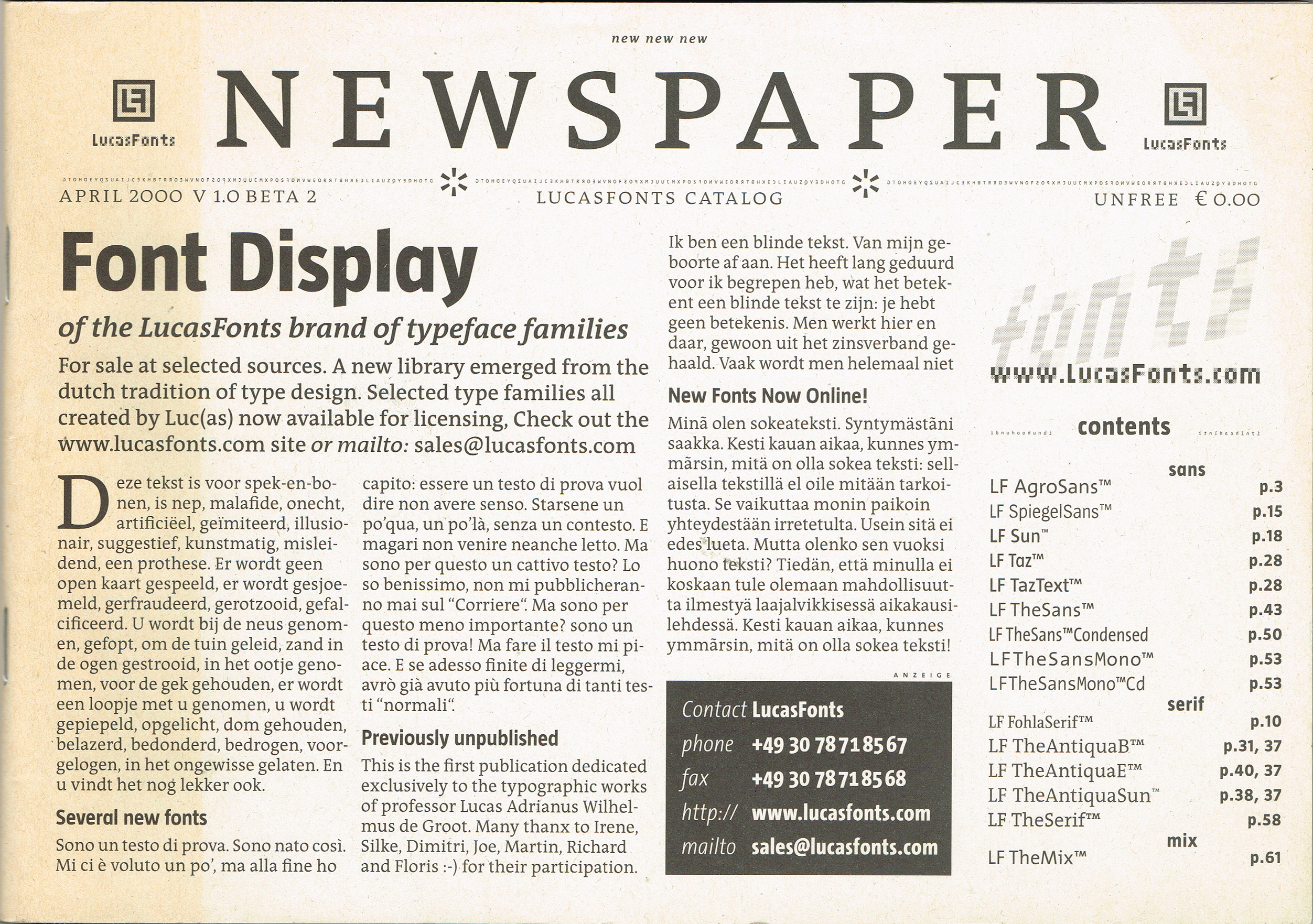
NEWSPAPER, LucasFonts Catalog, April 2000

Zwischen 1989 und 1993 arbeitete Lucas de Groot in der renommierten Designagentur BRS Premsela Vonk an Corporate-Design-Projekten. Hier entwickelte er auch TheMix, die Halbserif-Familie der Thesis. Anschließend ging er nach Berlin zu MetaDesign, wo er die Thesis ausbaute und vollendete. Ein besonderes, bis dahin unbekanntes Merkmal der Thesis war die überdurchschnittlich hohe Anzahl der Glyphen. Neben verschiedenen Sonderzeichen und Kapitälchen enthält sie typografische Schmuckzeichen, wie etwa Pfeile und Blätter.
Ab Ende der 1990er leitete de Groot das Berliner Schriftgestaltungsbüro FontFabrik sowie die eigene Schriftschmiede LucasFonts. Daneben lehrt er seit 1997 als Professor für Schriftgestaltung an der Fachhochschule Potsdam. Seine Schriftsippe Thesis erfreut sich u. a. durch die sorgfältig aufeinander abgestimmten Strichstärken großer Beliebtheit, von der sich vor allem die Grotesk-Variante TheSans schnell zu einem modernen Klassiker entwickelte. Sie wurde und wird seitdem von Konzernen wie der spanischen Telefónica, der deutschen Lebensmittelkette Plus sowie dem Senderverbund ARD verwendet. Speziell für die tageszeitung entwarf er 1996 neue Schriften, ebenso 2007 für die Jungle World. Für Microsoft Windows Vista entwickelte er von 2002 bis 2004 die Schriften Calibri und Consolas.

## Veröffentlichungen
- Newspaper. LucasFonts Catalog, April 2000.